# Club Deportivo Godoy Cruz Antonio Tomba
O Club Deportivo Godoy Cruz Antonio Tomba, mais conhecido como Godoy Cruz, é um clube de futebol argentino da cidade de Godoy Cruz, na Província de Mendoza. A equipe disputa atualmente o Campeonato Argentino de Futebol.

## História
Godoy Cruz foi fundado em 1º de junho de 1921. Tudo começou quando um grupo de amigos se reuniram no "Victoria Bar" (localizado na frente da praça principal da cidade), e decidiram fundar um clube, aproveitando que naquela época estavam surgindo vários clubes. O Club Sportivo Godoy Cruz, inicialmente sob a presidência de Dom Romero Garay, desde o princípio estabeleceu um ambicioso projeto que abrangia a prática de várias atividades desportivas, tais como o futebol, esporte de enorme crescimento em toda a região, além de ginástica, xadrez e boxe.
Somente nos anos 1980 e 1990, o clube foi capaz de implementar seu futebol a nível nacional e começou a fazer história no esporte local. Venceu torneios locais em 1989 e 1990, e jogou a penúltima edição do Torneio do Interior da temporada 1993/1994. O Expresso ganhou a chance de jogar a final do torneio contra o Guaraní. Foram duas partidas inesquecíveis: venceu por 1-0 e depois conseguiu arrancar um empate em Misiones, e assim o "Bodeguero", dirigido por Alberto Garro, depois de uma prestigiosa campanha, conseguiu a promoção para a Série B do Campeonato Argentino.
Em 16 de maio de 2006, a primeira final foi disputada contra Nueva Chicago em Mataderos, com 7.000 fãs "tombinos" apoiando a equipe, em partida que terminou 1-1. Em 20 de maio de 2006, o clube subiu pela primeira vez à primeira divisão do futebol argentino, ao conseguir, diante de uma torcida rival de 40.000 expectadores, vencer o Nueva Chicago por 3-1, vencendo no placar agregado por 4-2.
Godoy Cruz já disputou 7 torneios internacionais organizadas pela CONMEBOL, sendo o primeiro e único clube da província de Mendoza a alcançar essa instância. Jogou 5 edições da Copa Libertadores, em 2011, 2012, 2017, 2019 e 2024.
I Disputou também 2 edições da Copa Sul-Americana, a primeira em 2011 e, posteriormente, em 2014.
A equipe disputou a Copa Libertadores da América de 2011, ficando no grupo 8, junto com o Peñarol, LDU Quito e Independiente. Entretanto, foi precocemente eliminado, após fraca campanha, em que ficou na última colocação.
Sua segunda participação na Copa Libertadores foi em 2012, integrando o Grupo 8 junto com Peñarol, Universidad de Chile e Atlético Nacional, terminando em terceiro lugar.
Cinco anos depois,na Libertadores de 2017,o "Tomba" joga sua terceira copa, estreando na fase de grupos, onde disputou partidas com Atlético Mineiro, Club Libertad e Sport Boys Warnes; o "Expreso" alcançou o segundo lugar, que o qualificou para as oitavas de final, seu rival foi o Grêmio, o time que o eliminou do torneio.
Na temporada de Campeonato Argentino de Futebol 2017-18, Godoy Cruz conseguiu sua melhor campanha na história na Primeira Divisão, tornando-se vice-campeão do torneio; A grande figura da equipe foi o atacante uruguaio  Santiago García, artilheiro do campeonato. Esta campanha realizada pelo "Tomba" leva-o a jogar pela sexta vez um torneio internacional, disputando a Conmebol Libertadores 2019.
Na Copa Libertadores 2019 acabou sendo eliminado nas oitavas de final pelo Palmeiras, no agregado de 6x2.

## Amistosos internacionais

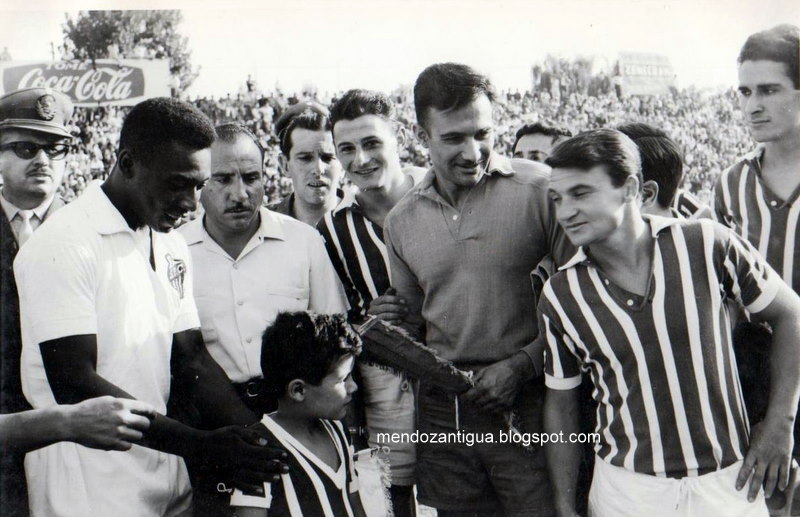
Pelé visíta o estádio do Godoy Cruz, em Mendoza, na companhia do também jogador Victor Legrotaglie.

- Godoy Cruz 2x1 Everton de Viña del Mar - 1954.
- Godoy Cruz 2x3 Santos Futebol Clube - 1º de março de 1964.
- Godoy Cruz 1x4 Bangu Atlético Clube - 16 de fevereiro de 1964.
- Godoy Cruz 3x0 Guarani Futebol Clube - 12 de março de 1969.
- Universidad de Chile 0x3 Godoy Cruz - 1969.
- Godoy Cruz 3x2 Seleção da Argentina - 28 de fevereiro de 1970.
- Seleção do Chile 3x4 Godoy Cruz - 15 de março de 1970.
- Godoy Cruz 2x5 FK Inter Bratislava - 1971.
- Unión Española 2x2 Godoy Cruz - 1976.
- Godoy Cruz 1x1 Seleção da Polônia - 1977.
- Godoy Cruz 0x4 Seleção da Argentina - 1981.
- Godoy Cruz 0x2 Sevilla Fútbol Club - 25 de maio de 1990.
- Godoy Cruz 5x0 Club Nacional de Football - 2007.
- Club Social y Deportivo Colo-Colo 2-2 Godoy Cruz - 2019.

## Estádio
O estádio foi inaugurado em 3 de Outubro de 1959, sendo Jorge Schmidt presidente do clube, Luis Carlos Filippini Presidente da Comissão para a construção do estádio, e Juan Esteban Stareloni Tinelli e engenheiros responsáveis pelo projeto e gestão técnica.
Em 1987, se passaram até que o estádio foi nomeado para "Feliciano Gambarte", em homenagem ao ex-presidente do clube.
O Estádio Feliciano Gambarte tem capacidade para 18 mil torcedores.
O estádio provincial Malvinas Argentinas, com capacidade para 45 mil pessoas, é uma alternativa para quando jogam partidas do Campeonato Argentino.
| Nome oficial     | Feliciano Gambarte                                                  |
| Origem do nome   | Homenagem a Feliciano Gambarte, dirigente e ex-presidente do clube. |
| Nomes anteriores | Estádio Nuevo até 3 de outubro de 1986.                             |
| Localidade       | Godoy Cruz                                                          |
| Departamento     | Godoy Cruz                                                          |
| Província        | Mendoza                                                             |
| Inauguração      | 3 de outubro de 1959                                                |
| Capacidade       | 14 000                                                              |

| 1921 – 1933  | 1921 – 1933 |
| ------------ | ----------- |
| Localidade   | Godoy Cruz  |
| Departamento | Godoy Cruz  |
| Província    | Mendoza     |
| 1933 – 1959  |             |
| Localidade   | Godoy Cruz  |
| Departamento | Godoy Cruz  |
| Província    | Mendoza     |

## Rivalidade
Seu maior rival é o Andes Talleres Sport Club, com o qual disputa o Clásico Godoycruceño.
Ele também tem outras rivalidades importantes como Independiente Rivadavia, Atlético San Martín, Gimnasia y Esgrima de Mendoza e San Martín de San Juan, com a última disputa do Clássico de Cuyo.

## Títulos
| NACIONAIS | NACIONAIS                         | NACIONAIS | NACIONAIS                                            |
|           | Competição                        | Títulos   | Temporadas                                           |
| --------- | --------------------------------- | --------- | ---------------------------------------------------- |
|           | Campeonato Argentino - 2° Divisão | 1         | Primera B Nacional 2005-06                           |
|           | Campeonato Argentino - 3° Divisão | 1         | Torneo del Interior 1993-94                          |
| REGIONAIS |                                   |           |                                                      |
|           | Competição                        | Títulos   | Temporadas                                           |
|           | Liga Mendocina - 1° Divisão       | 9         | 1944, 1947, 1950, 1951, 1954, 1968, 1989, 1990, 2012 |
|           | Liga Mendocina - 2° Divisão       | 1         | 1922                                                 |
|           | Copa Vendimia                     | 9         | 1965, 1966, 1969, 1970, 1990, 1993, 2002, 2015, 2016 |

## Campanhas de destaque
- Copa Libertadores da América: Oitavas de final - 2017, 2019.
- Copa Sul-Americana: Oitavas de final - 2011.
- Primeira Divisão: 2º lugar - 2017/18.